# NRXN2
NRXN2‏ (Neurexin 2) هوَ بروتين يُشَفر بواسطة جين NRXN2 في الإنسان.